# Yordanis Arencibia
Yordanis Arencibia-Verdecia, (* 24. ledna 1980 Amancio, Kuba) je bývalý reprezentant Kuby v judu. Je dvojnásobným olympijským medailistou.

## Sportovní kariéra
S judem začal v 9 letech. Předváděl divácky atraktivní judo plné hodů, kde dominovala především technika sode-curikomi-goši. Účastnil se celkem tří olympijských her. Svojí první účast na olympijských hrách v Sydney zaplatili tvrdě v prvním kole, kdy si po nasazeném škrcení několik sekund pospal. Při své druhé účasti na olympijských hrách v Athénách patřil opět k favoritům na medaili. Bez potíží se dostal do semifinále, kde však takticky chyboval a byl kontrován Slovákem Krnáčem na ippon. V boji o třetí místo předvedl dva krásné hody za wazari a vybojoval bronzovou olympijskou medaili. Na svých třetích a posledních olympijských hrách v Pekingu v roce 2008 mu již scházela jeho pověstná lehkost. Bojovností a zkušenostmi se však dostal do semifinále, kde byl nakonec na body šťastnější jeho soupeř Japonec Masato Učišiba. V boji o třetí místo proti Rusu Gadanovovi prohrával od poloviny na koku, ale minutu před koncem podmetl Rusa na yuko a náskok již nepustil. Vybojoval druhou bronzovou olympijskou medaili. V roce 2009 zkoušel štěstí v lehké váze, ve které se však kvůli věku, novým pravidlům a zraněním neprosadil.

## Výsledky

### Váhové kategorie
| Turnaj                  | 1998           | 1999           | 2000           | 2001           | 2002           | 2003           | 2004           | 2005           | 2006           | 2007           | 2008           | 2009           |
| Turnaj                  | 18             | 19             | 20             | 21             | 22             | 23             | 24             | 25             | 26             | 27             | 28             | 29             |
| Turnaj                  | pololehká váha | pololehká váha | pololehká váha | pololehká váha | pololehká váha | pololehká váha | pololehká váha | pololehká váha | pololehká váha | pololehká váha | pololehká váha | pololehká váha |
| ----------------------- | -------------- | -------------- | -------------- | -------------- | -------------- | -------------- | -------------- | -------------- | -------------- | -------------- | -------------- | -------------- |
| Olympijské hry          |                |                | úč.            |                |                |                | 3.             |                |                |                | 3.             |                |
| Mistrovství světa       |                | 3.             |                | 3.             |                | 3.             |                | úč.            |                | 2.             |                | —              |
| Panamerické hry         |                | 3.             |                |                |                | 1.             |                |                |                | 3.             |                |                |
| Panamerické mistrovství | 2.             | —              | —              | 2.             | 2.             | —              | 2.             | —              | 1.             | 1.             | 1.             | 3.             |
| MS juniorů              | 1.             |                |                |                |                |                |                |                |                |                |                |                |